# فورد اکواسپورت
فورد اکواسپورت (به انگلیسی: Ford EcoSport) خودرویی است که از سال ۲۰۰۴ تاکنون در باهیا، برزیل و ونزوئلا تولید شده و در حال حاضر در اروپا نیز بفروش میرسد.
طراحی آن موتور جلو-محور جلو و چهار چرخ متحرک بوده طول آن در حالت طبیعی ۴٬۲۲۸ میلیمتر (۱۶۶٫۵ اینچ) و عرض آن در حالت طبیعی ۱٬۹۸۰ میلیمتر (۷۸٫۰ اینچ) و ارتفاع آن در حالت طبیعی ۱٬۶۷۹ میلیمتر (۶۶٫۱ اینچ) است. سیستم جعبه‌دندهٔ آن ۵ دنده به دو صورت خودکار و دستی است.

## نگارخانه

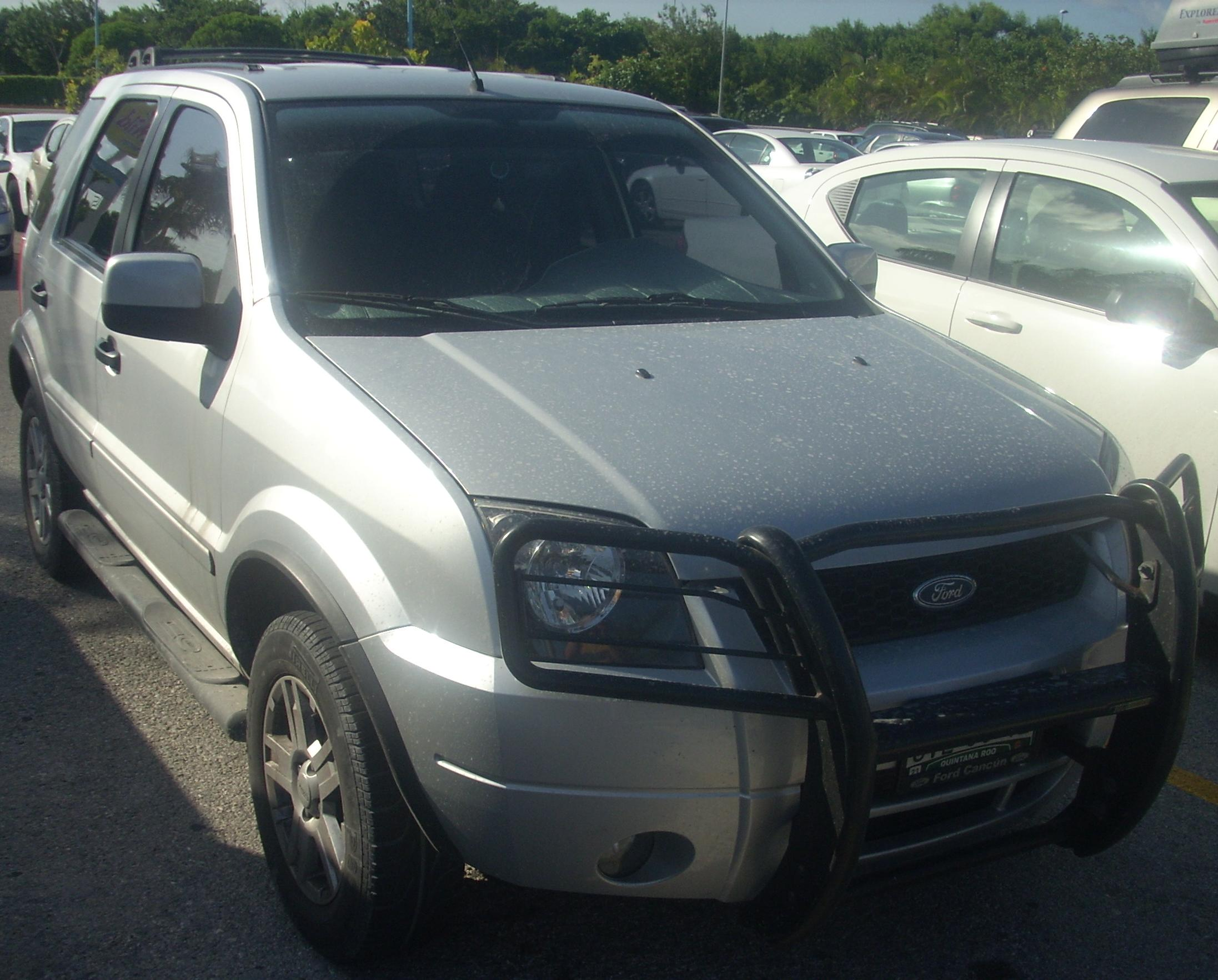
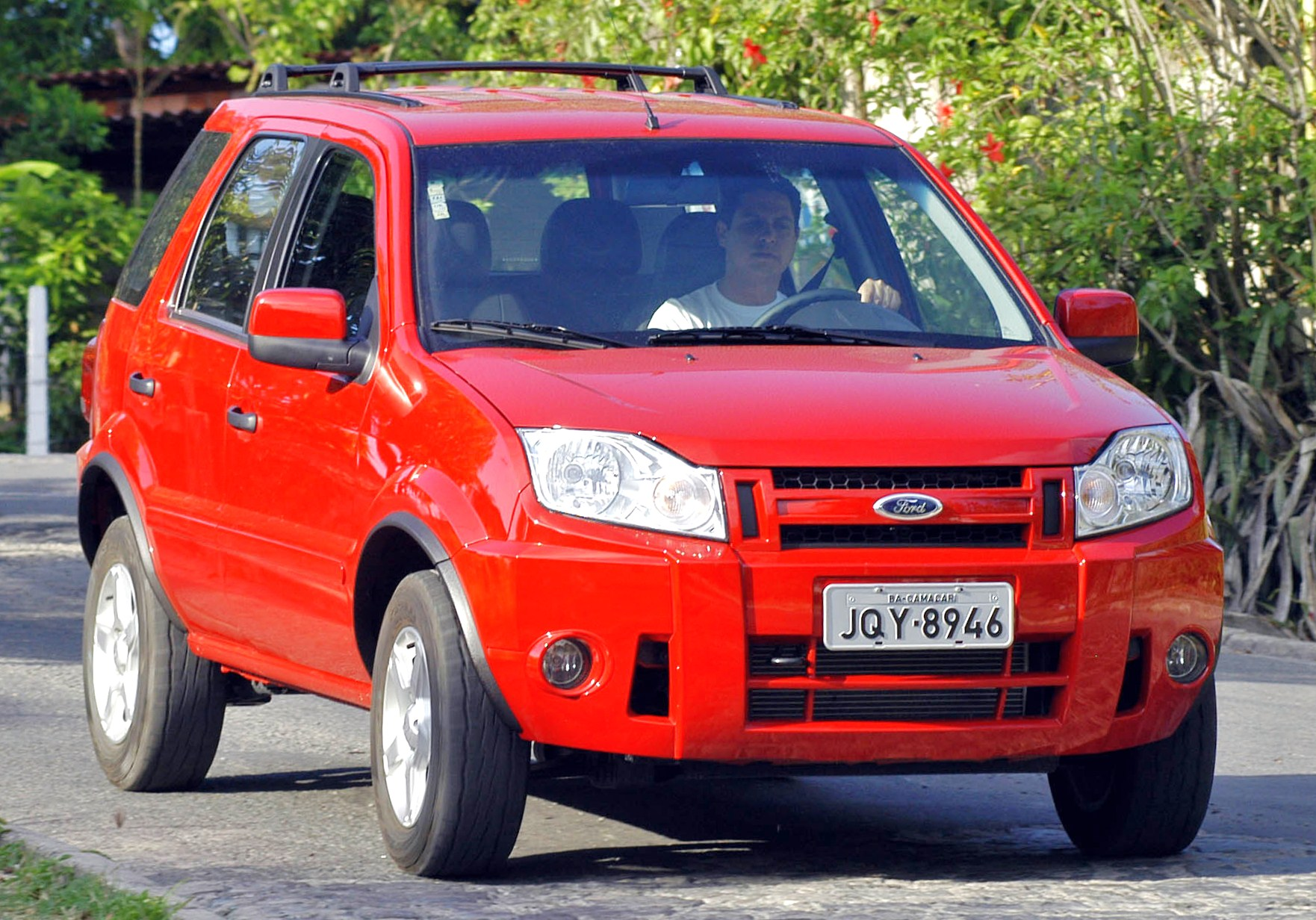
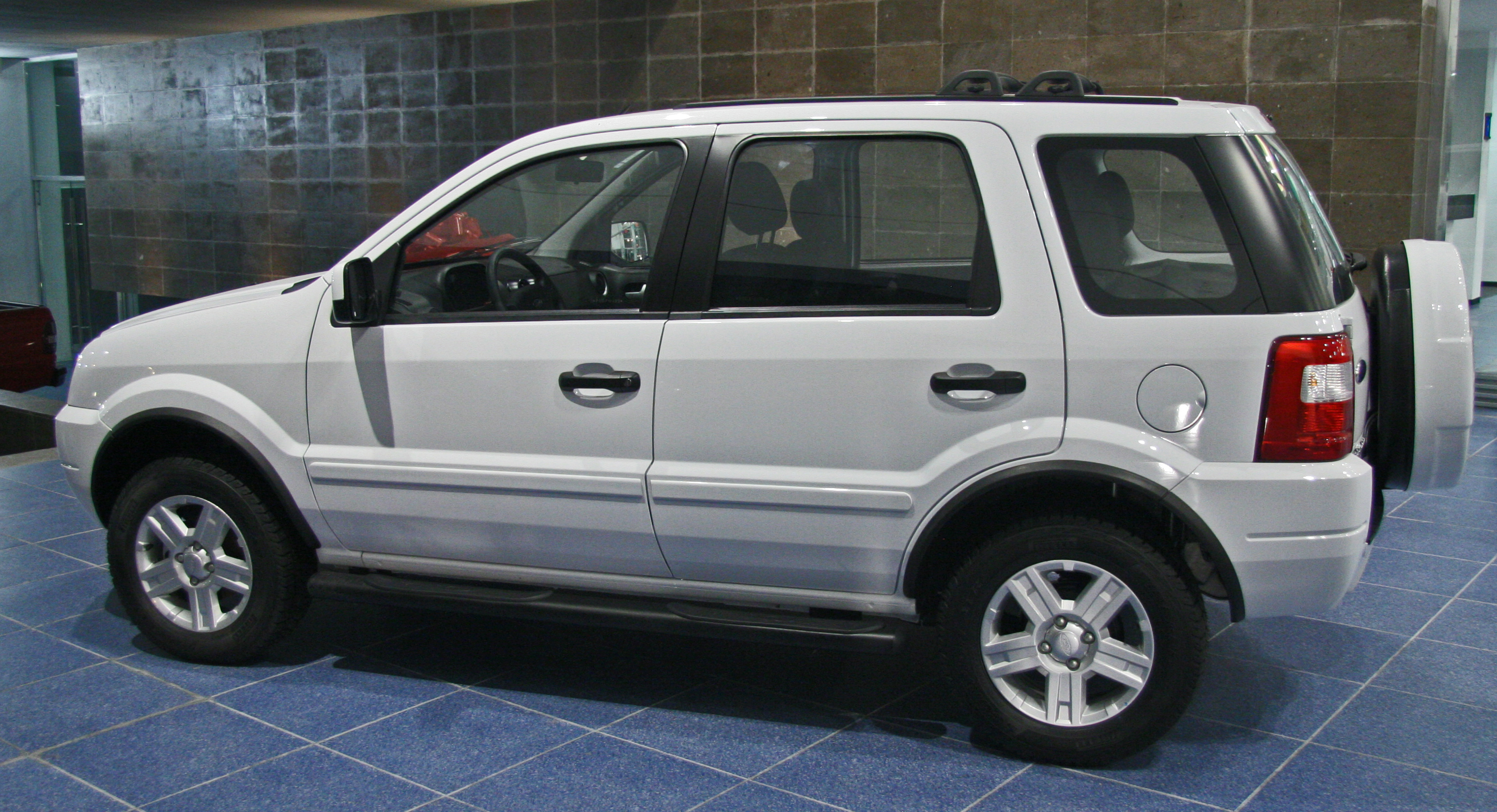
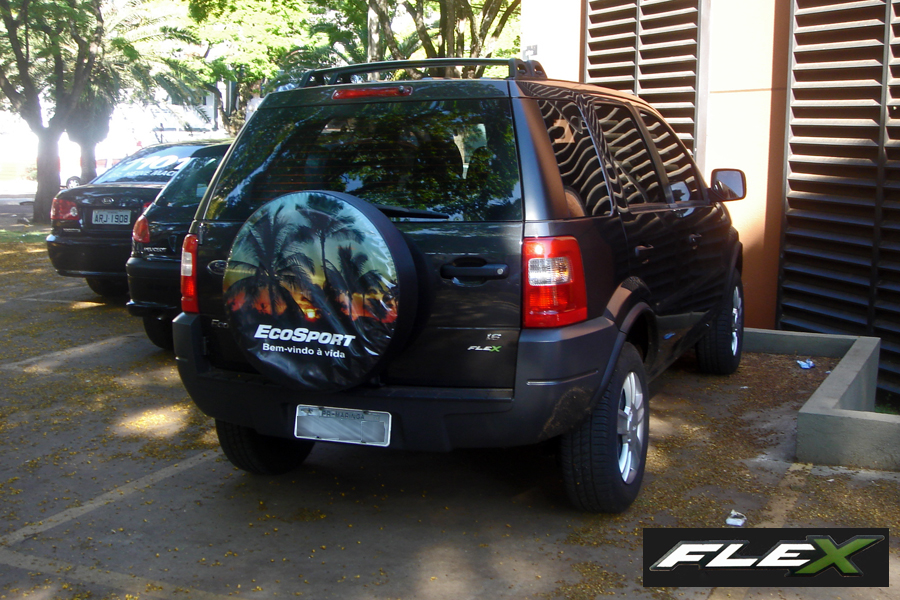